# Peter Sempel

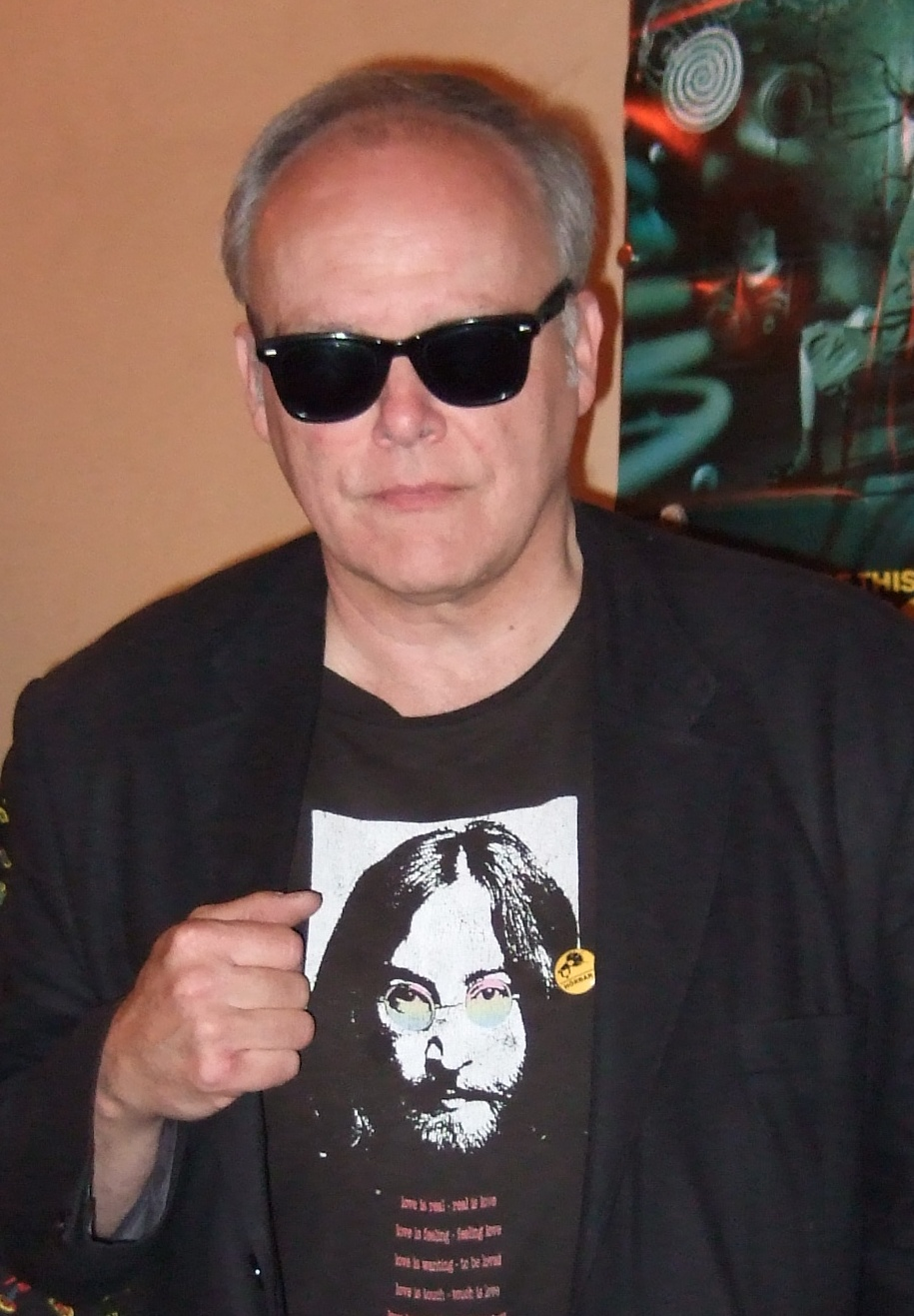
Peter Sempel (vor 2007)

Peter Sempel (* März 1954 in Hamburg) ist ein deutscher Filmregisseur, Fotograf und Drehbuchautor.

## Leben und Werk
Sempel wuchs in Australien auf und kehrte 1968 nach Deutschland zurück, wo er an der Universität Hamburg Literatur und Sport studierte. Seit 1981 arbeitet er als Filmemacher. Er lebt in Hamburg.

## Filmographie
- 1981: Blitze Im Eierbecher
- 1981: Kriegsjugend, Save The Children
- 1981: Der alte Mann und das Fahrrad
- 1981: Ballet und Arbeit
- 1984: The Wild Raven
- 1985: Burning Raven
- 1988: Dandy (Dokumentarfilm)
- 1990: Answer a Virgin’s Prayer
- 1991: Just Visiting this Planet (Dokumentarfilm)
- 1994: Jonas in the Desert (Dokumentarfilm)
- 1998: Hustler for Life
- 1999: Nina Hagen – Punk & Glory (Dokumentarfilm)
- 2002: Jonas at the Ocean (Dokumentarfilm)
- 2002: Lemmy (Dokumentarfilm)
- 2004: Kazuo Ohno: I Dance Into the Light (Dokumentarfilm)
- 2008: Flamenco mi vida, knives of the wind (Dokumentarfilm)
- 2009: Die blaue Hand (Dokumentarfilm)
- 2010: Die Ameise der Kunst (Dokumentarfilm)
- 2013: Jonas in the Jungle (Dokumentarfilm)
- 2014: Rohschnitt Peter Brötzmann – Eine Jazz-Odyssee, von Wuppertal bis China (Dokumentarfilm)
- 2016: Bazon – Ernste Scherze (Dokumentarfilm)
- 2019: Dieter Meier – Ein Zufall (Dokumentarfilm)
- 2021: Jonas in the Fields (Dokumentarfilm)

## Ausstellungen
- 2010: Unterhaltungspark des Underground, Kunstverein Hamburg